# TV3+ Denmark
TV3+ Denmark è una rete televisiva d'intrattenimento danese. Fa parte del Modern Times Group.
Il canale nasce dalla fusione di ZTV, un canale giovanile, e TV6, canale dedicato al mondo femminile. Fu lanciato alla metà degli anni '90 quando Kinnevik investì molto per i canali cablati. Nell'aprile del 1996 Danish ZTV, TV6 e Sportskanalen si unirono per creare un nuovo canale chiamato 3+. All'inizio 3+ trasmetteva TVG al mattino, ZTV nel pomeriggio e Sportskanalen nel fine settimana. Alla fine questi canali chiusero, dando spazio alla programmazione di 3+.